# Зенден (Баварска)
Зенден (њем. Senden) град је у њемачкој савезној држави Баварска. Једно је од 17 општинских средишта округа Ној-Улм. Према процјени из 2010. у граду је живјело 22.205 становника. Посједује регионалну шифру (AGS) 9775152.

## Географски и демографски подаци
Зенден се налази у савезној држави Баварска у округу Ној-Улм. Град се налази на надморској висини од 486 метара. Површина општине износи 25,2 km². У самом граду је, према процјени из 2010. године, живјело 22.205 становника. Просјечна густина становништва износи 882 становника/km².

## Међународна сарадња
| Мјесто        | Држава    | Врста сарадње | Од    |
| ------------- | --------- | ------------- | ----- |
| Пиове ди Сако | Италија   | партнерство   | 1998. |
|               | Француска | партнерство   | 1977. |
| Извор         |           |               |       |